# Arachnothryx sooana
Arachnothryx sooana är en måreväxtart som beskrevs av Attila L. Borhidi. Arachnothryx sooana ingår i släktet Arachnothryx och familjen måreväxter. Inga underarter finns listade i Catalogue of Life.